# Aizpute
Aizpute (en alemany: Salisburg) és un poble de Letònia situat al municipi d'Aizpute a la vall del riu Tebra. Està situada a la històrica regió de Curlàndia, a 50 km de Liepaja i 149 km de la capital Riga.

## Història
Es va fundar igual que el castell d'Hasenpoth a petició de l'Orde Teutònic el 1248 i se li va concedir el Dret de Magdeburg el 1378.
Des de 1611 al 1795 va ser sota el poder de la República de les Dues Nacions com a part del Powiat Piltynski (Districte de Piltene), al que el va seguir l'annexió a l'Imperi Rus durant la tercera partició de Polònia. El seu nom actual és la versió letona del nom alemany i està oficialment en ús des de 1917.